# Branäs
Pour les articles homonymes, voir Branas.
Branäs est une station de sports d'hiver dans la commune de Torsby dans le comté de Värmland en Suède.
Elle a accueilli des épreuves de Coupe du monde de ski acrobatique en 2010, 2011 et 2022.